# Binary Runtime Environment for Wireless
Binary Runtime Environment for Wireless, BREW, är en utvecklingsplattform från Qualcomm för mobiltelefoner som är bäraroberoende, dvs den stöder både GPRS, UMTS och CDMA.